# 大門 (さいたま市)
大門（だいもん）は、埼玉県さいたま市緑区の大字。郵便番号は336-0963。

## 地理
さいたま市緑区東部の大宮台地（鳩ヶ谷支台）上に位置する。浦和美園駅に近接する地区として区画整理が行われている。かつては東大門の全域や美園の一部も大門であったが、区画整理完了による町名地番変更が行われ、大門から外れている。美園の成立により、綾瀬川左岸に飛地が生じた。
かつて、日光御成街道の大門宿があった。また、昭和初期に短期間だけ営業していた武州鉄道の駅として武州大門駅・下大門駅があった。線路跡には東北自動車道が走る。

### 地価
住宅地の地価は、2017年（平成29年）1月1日の公示地価によれば、大字大門字内町4398-5の地点で17万6000円/m2となっている。

## 歴史
もとは江戸期より存在した武蔵国足立郡三沼（見沼）領に属する大門町、古くは室町期より見出せる足立郡のうちの大門であった。
- 発足時は幕府領、1597年（慶長2年）は岩槻藩領、正保年間（1645年 - 1648年）は忍藩領、1697年（元禄10年）より再び幕府領となる[5]。
- 1868年（慶応4年）6月19日 - 武蔵知県事・山田政則（忍藩士）の管轄となる。
- 1869年（明治2年） 
  - 1月13日 - 武蔵知県事・宮原忠英の管轄区域に大宮県を設置、同県の管轄となる。県庁は東京府馬喰町に置かれる。
  - 9月29日 - 県庁が浦和に置かれ浦和県に改称。
- 1871年（明治4年）11月13日 - 第1次府県統合により埼玉県の管轄となる。
- 1872年（明治5年） - 大門郵便局が開局する[5]。
- 1873年（明治6年） - 大興寺を仮用して大門学校（現・さいたま市立大門小学校）が開設される[5]。
- 1879年（明治12年）3月17日 - 郡区町村編制法により成立した北足立郡に属す。郡役所は浦和宿に設置。
- 1889年（明治22年）4月1日 - 町村制施行により、大門町、下野田村、北原村、間宮村、差間村と玄蕃新田が合併し、大門村が発足[6]。大門村の大字大門となる[5]。町役場を大字大門に設置。村名は小村の中で最も大きかった大門村の名前が採用された。
- 1956年（昭和31年） 4月1日 - 野田村・戸塚村・大門村が合併し、美園村が発足[6]。美園村の大字となる。
- 1957年（昭和32年） - 大門郵便局が美園郵便局に改名する[5]。
- 1962年（昭和37年）5月1日 - 美園村のうち、旧大門村の差間・行衛を除く区域と旧野田村が浦和市に、旧戸塚村と旧大門村の差間・行衛が川口市にそれぞれ編入される[7]。浦和市の大字となる。
- 1970年（昭和45年）
  - 3月 - 地内に国道122号岩槻鳩ヶ谷バイパスが開通[8]。
  - 8月18日 - 一部を事業区域に含む大門第一特定土地区画整理事業、大門第二特定土地区画整理事業、大門上・下野田特定土地区画整理事業の都市計画決定が告示される[9]。
- 1976年（昭和51年）12月28日 - 大門第一特定土地区画整理事業の事業計画決定が告示される[9]。
- 1980年（昭和55年）3月 - 地内に東北自動車道が開通[8]。
- 1992年（平成4年）
  - 2月22日 - 大門第一特定区画整理事業の換地処分が前日に行われた[9]ことに伴い、町名地番変更が行われ、一部から東大門一丁目 - 三丁目が成立。
  - 5月4日 - 大門第二特定土地区画整理事業の事業計画決定が告示される[9]。
- 1995年（平成7年）3月3日 - 大門上・下野田特定土地区画整理事業の事業計画決定が告示される[9]。
- 1999年（平成11年）6月4日 - 一部を事業区域に含む浦和東部第一特定土地区画整理事業・浦和東部第二特定土地区画整理事業・大門下野田特定土地区画整理事業の都市計画決定が告示される[9]。
- 2001年（平成13年）
  - 3月5日 - 浦和東部第二特定土地区画整理事業の事業計画決定が告示される[9]。
  - 3月27日 - 浦和東部第一特定土地区画整理事業の事業計画決定が告示される[9]。
  - 5月1日 - 浦和市・大宮市・与野市が合併し、さいたま市が発足。同市の大字となる。
- 2003年（平成15年）4月1日 - さいたま市が政令指定都市に移行し、同市緑区の大字となる。
- 2014年（平成26年）3月3日 - 大門下野田特定土地区画整理事業の事業計画決定が告示される[9]。
- 2017年（平成29年）2月18日 - 浦和東部第二特定土地区画整理事業の換地処分が前日に行われた[9]ことに伴い、事業区域とその周辺で町名地番変更が行われ[10]、大字南部領辻・大字中野田・大字上野田・大字高畑・大字寺山・大字大門・大字下野田・大字玄蕃新田の各一部から美園一丁目・三丁目 - 六丁目が成立[11][12]。
- 2020年（令和2年）3月31日 - 地内の市指定天然記念物である「コルクガシ」が、調査の結果アベマキと判明したため、「大門のアベマキ」に名称変更される[13]。

## 世帯数と人口
2017年（平成29年）9月1日時点の世帯数と人口は以下の通りである。
| 大字 | 世帯数    | 人口    |
| ---- | --------- | ------- |
| 大門 | 3,132世帯 | 8,275人 |

## 小・中学校の学区
市立小・中学校に通う場合、学区（校区）は以下の通りとなる。
| 区域 | 小学校                 | 中学校                 |
| ---- | ---------------------- | ---------------------- |
| 全域 | さいたま市立大門小学校 | さいたま市立美園中学校 |

## 交通

### 鉄道
地区の南部をJR武蔵野線が通り、地区の東部を埼玉高速鉄道埼玉高速鉄道線がかすめるが駅はない。最寄り駅は東川口駅、もしくは浦和美園駅である。

### 道路
- 東北自動車道
- 国道122号（岩槻鳩ヶ谷バイパス）
- 国道463号
- 国道463号越谷浦和バイパス
- 埼玉県道105号さいたま鳩ヶ谷線（日光御成街道）
- 東川口大門線
- 大門中通り線
- 大門南通り線
- 間宮大門線
- 大門中野田線
- 大門東西線
- 戸塚差間線

## 文化財・寺社
- 大門宿本陣表門・脇本陣表門[15]
- 大門神社
- 愛宕神社
- 春日神社
- 大興寺 - 「大興寺のヒヨクヒバ」（市指定天然記念物）があったが、2002年の台風21号により倒伏したため指定解除された[16][17]。
- 椚谷遺跡
- 赤門豊川稲荷神社
- 大門のアベマキ（市指定天然記念物） - 指定当時（1969年）樹高9メートル、幹まわり1.2メートル、根まわり1.8メートルのアベマキの木。旧称「コルクガシ[18]」。大門第二特定土地区画整理事業の事業区域に含まれており、樹木が都市計画道路用地（東川口大門線）に掛かっていた。その後道路工事の進展の際に道路用地の西側脇に移植された。
- アケビ（市指定天然記念物） - 根回り73.5 cm、幹回り59.5 cmのアケビの大木[15]。枯死により2016年度指定解除[17]。

## 施設
- さいたま市立大門小学校
- 国立武蔵野学院
- 大門東裏公園
- 大門幼稚園
- 大門南自治会館
- 大門上自治会館
- 大門下自治会館
- 美園公民館